# Mahlers 3/2-problem
Inom matematiken är Mahlers 3/2-problem ett problem gällande existensen av så kallade "Z-tal".
Ett Z-tal är ett reellt tal x sådant att dess bråkdel
{\displaystyle \left\lbrace x\left({\frac {3}{2}}\right)^{n}\right\rbrace }
är mindre än 1/2 för alla naturliga tal n. Kurt Mahler förmodade 1968 att det inte finns några Z-tal.
Mer generellt, för ett reellt α, definiera Ω(α) som
{\displaystyle \Omega (\alpha )=\inf _{\theta }\left({\limsup _{n\rightarrow \infty }\left\lbrace {\theta \alpha ^{n}}\right\rbrace -\liminf _{n\rightarrow \infty }\left\lbrace {\theta \alpha ^{n}}\right\rbrace }\right).}
Mahles förmodan säger alltså att Ω(3/2) är större än 1/2.  Flatto, Lagarias och Pollington bevisade att
{\displaystyle \Omega \left({\frac {p}{q}}\right)>{\frac {1}{p}}}
för rationella p/q.